# Chionolaena
Chionolaena es un género de plantas con flores perteneciente a la familia de las asteráceas. Comprende 32 especies descritas y de estas, solo 19 aceptadas.

## Taxonomía
El género fue descrito por Augustin Pyrame de Candolle  y publicado en Prodromus Systematis Naturalis Regni Vegetabilis 5: 397. 1836. La especie tipo es: Chionolaena arbuscula DC. 

## Especies
A continuación se brinda un listado de las especies del género Chionolaena aceptadas hasta julio de 2012, ordenadas alfabéticamente. Para cada una se indica el nombre binomial seguido del autor, abreviado según las convenciones y usos.
- Chionolaena aecidiocephala (Grierson) Anderb. & S.E.Freire
- Chionolaena arbuscula DC.
- Chionolaena capitata (Baker) S.E.Freire
- Chionolaena chrysocoma (Wedd.) S.E.Freire
- Chionolaena columbiana S.F.Blake
- Chionolaena concinna (A.Gray) Anderb. & S.E.Freire
- Chionolaena costaricensis (G.L.Nesom) G.L.Nesom
- Chionolaena cryptocephala (G.L.Nesom) G.L.Nesom
- Chionolaena durangensis (G.L.Nesom) G.L.Nesom
- Chionolaena eleagnoides Klatt
- Chionolaena isabellae Baker
- Chionolaena jeffreyi H.Rob.
- Chionolaena latifolia (Benth.) Baker
- Chionolaena lychnophorioides Sch.Bip.
- Chionolaena macdonaldii (G.L.Nesom) G.L.Nesom
- Chionolaena phylicoides (Gardner) Baker
- Chionolaena salicifolia (Bertol.) G.L.Nesom
- Chionolaena sartorii Klatt
- Chionolaena wittigiana Baker